# El Dorado (canção)
"El Dorado" é a segunda faixa do álbum The Final Frontier da banda britânica Iron Maiden. Foi escrita por Adrian Smith, Steve Harris e Bruce Dickinson. A música é o trigésimo sexto single da banda, e o primeiro do álbum. Foi disponibilizado para download gratuito no site oficial da banda às 00:01 de 8 de junho de 2010 UTC (19:01 de 7 de Junho EST), um dia antes da Tour do álbum começar. A arte da capa foi criada por Anthony Dry e é baseado nas capas dos EC Comics publicado por William Gaines que eram populares na década de 1950. El Dorado ganhou um Grammy Award for Best Metal Performance (Prémio Grammy pela Melhor Performance em Música Metal) em 2011. É a terceira nomeação da banda depois de "Fear of the Dark" (nomeada nos Grammys de 1994) e "The Wicker Man" (nomeada nos Grammys de 2001).
Quanto à edição online adiantada da canção, o vocalista Bruce Dickinson explica:
"El Dorado" é uma prévia do álbum de estúdio e será incluída na set list da The Final Frontier World Tour. Pensamos que seria ótimo para agradecer a todos nossos fãs e levá-los no clima do The Final Frontier, dando-lhes esta canção na frente da turnê e lançamento do álbum.
Na edição de 9 de junho de Kerrang!, Bruce Dickinson explicou o significado da canção:
"El Dorado tem uma letra cínica sobre essa porcaria que está acontecendo com a economia. Parecia a tempestade perfeita, pessoas pegando dinheiro emprestado loucamente. Eu pensei, "isto vai ferrar o povo, estamos na merda!" E é isso que El Dorado se trata, é sobre alguém vendendo o mito de que "As ruas são pavimentadas com ouro" e outro perguntando: "Onde eu me inscrevo?".

## Integrantes
- Bruce Dickinson - Vocal
- Dave Murray - Guitarra
- Adrian Smith - Guitarra e backing vocals
- Janick Gers - Guitarra
- Steve Harris - Baixo e backing vocals
- Nicko McBrain - Bateria